# 高山聖史
高山 聖史（たかやま きよし、1971年 -）は日本の作家・ヘアスタイリスト。宝島社主催の第5回『このミステリーがすごい!』大賞で優秀賞を受賞。

## 人物
- 青森県出身。
- 國學院大學経済学部卒業[3]。

## 作品リスト
単行本
- 『当確への布石』（宝島社、2007年6月）
- 『消えたカリスマ美容師』（『灰色の 美神<ヴィーナス>』改題）（宝島社、2009年5月）
- 『都知事選の勝者』（宝島社、2011年3月）